# Pseudomiopteryx infuscata
Pseudomiopteryx infuscata es una especie de mantis de la familia Thespidae.

## Distribución geográfica
Se encuentra en Bolivia, Brasil, Costa Rica,  Guatemala, México, Nicaragua, Panamá y Venezuela.